# Khoikhoi
Khoikhoi (nama: khoekhoen), tidigare kallade hottentotter, är ett av södra Afrikas ursprungsfolk från tiden före bantuexpansionen. Khoikhoi finns i Botswana, Namibia och Sydafrika.
Språkligt indelas khoikhoi i flera grupper, men av dessa är det bara namafolket i Stora Namaland i Namibia som har behållit något av sitt gamla levnadssätt. Andra undergrupper är korana och griqua. Deras ättlingar tillsammans med boer kallas baster.
Khoikhoi blev fördrivet från sina ursprungliga områden av tidiga europeiska kolonisatörer, som också starkt blandade sig med khoikhoi. Därvid förlorade khoikhoi också grunden för sin sociala och politiska organisation och de lever numera utspritt bland den övriga befolkningen.
Khoe betyder 'människa', khoekhoen är nominativ pluralis.